# Diopsid
Diopsid ist ein sehr häufig vorkommendes Mineral aus der Mineralklasse der „Silikate und Germanate“. Es kristallisiert im monoklinen Kristallsystem mit der Endgliedzusammensetzung CaMg[Si2O6], ist also chemisch gesehen ein Calcium-Magnesium-Silikat und gehört strukturell zu den Kettensilikaten und dort zur Gruppe der Pyroxene.
Diopsid entwickelt kurze bis lange, prismatische Kristalle, findet sich aber auch in Form säuliger, lamellenförmiger oder körniger Mineral-Aggregate. In reiner Form ist er farblos und durchsichtig. Durch vielfache Lichtbrechung aufgrund von Gitterbaufehlern oder polykristalliner Ausbildung kann er aber auch weiß erscheinen und durch Fremdbeimengungen eine gelbe, hell- bis dunkelgrüne oder schwarze Farbe annehmen, wobei die Transparenz entsprechend bis zur Undurchsichtigkeit abnimmt.
Diopsid bildet zusammen mit Hedenbergit CaFe[Si2O6] und Augit (Ca,Na)(Mg,Fe,Al)[(Si,Al)2O6] eine vollständige Mischreihe.

## Etymologie und Geschichte
Der Name Diopsid stammt aus dem griechischen δίς dis für doppelt, ὄψις opsis für Anblick und εἶδος eidos für Gestalt und weist darauf hin, dass die Diopsidkristalle häufig als Zwillinge auftreten.
Erstmals beschrieben wurde das Mineral 1800 von José Bonifácio de Andrada e Silva, allerdings unter der Bezeichnung Coccolit. Als Fundorte gab er die Hellesta- und Åssebro-Eisengruben im schwedischen Södermanland an. Später konnte allerdings nachgewiesen werden, dass de Andradas Mineral mit dem von René-Just Haüy 1806 beschriebenen Diopsid identisch ist, und der Name Coccolit wurde diskreditiert.
Das Typmaterial des Minerals wird im Muséum national d’histoire naturelle (MHN; auch Museum, Paris) in Paris unter der Katalog-Nummer H2714ff (CT) aufbewahrt.
Diopsid war bereits lange vor der Gründung der International Mineralogical Association (IMA) bekannt und als eigenständige Mineralart anerkannt. Damit hätte Diopsid theoretisch den Status eines grandfathered Mineral. In der 1988 erfolgten Publikation der IMA/CNMNC: Nomenclature of pyroxenes wurde Diopsid als Teil der Gruppe der Calcium-Pyroxene und als Endglied der Mischkristallreihe Diopsid–Hedenbergit anerkannt. Daneben wurden die Mineralnamen Alalit und Canaanit sowie Baikalit (eisenhaltiger Diopsid), Lawrowit (englisch Lavroffite; vanadiumhaltiger Diopsid) und Schefferit (manganhaltiger Diopsid) diskreditiert und als Synonym beziehungsweise Varietät dem Diopsid zugeordnet. Aufgrund der nachträglichen Ankerkennung von Diopsid wird das Mineral seitdem in der „Liste der Minerale und Mineralnamen“ der IMA unter der Summenanerkennung „IMA 1988 s.p.“ (special procedure) geführt.

## Klassifikation
In der strukturellen Klassifikation der International Mineralogical Association (IMA) gehört Diopsid zusammen mit Augit, Burnettit, Davisit, Esseneit, Grossmanit, Hedenbergit, Johannsenit, Kushiroit, Petedunnit und Tissintit zu den Kalziumpyroxenen (Ca-Pyroxene) in der Pyroxengruppe.
In der veralteten 8. Auflage der Mineralsystematik nach Strunz gehörte der Diopsid zur Mineralklasse der „Silikate“ und dort zur Abteilung „Kettensilikate und Bandsilikate (Inosilikate)“, wo er zusammen mit Hedenbergit und Johannsenit die „Diopsid-Reihe“ mit der Systemnummer VIII/D.01b innerhalb der Gruppe der „Klinopyroxene (monoklin-prismatisch)“ bildete.
Im zuletzt 2018 überarbeiteten und aktualisierten Lapis-Mineralienverzeichnis nach Stefan Weiß, das sich im Aufbau noch nach dieser alten Form der Systematik von Karl Hugo Strunz richtet, erhielt das Mineral die System- und Mineral-Nr. VIII/F.01-050. In der Lapis-Systematik entspricht dies ebenfalls der Abteilung „Ketten- und Bandsilikate“, wo Diopsid zusammen mit Aegirin, Aegirin-Augit, Augit, Davisit, Esseneit, Grossmanit, Hedenbergit, Jadeit, Jervisit, Johannsenit, Kanoit, Klinoenstatit, Klinoferrosilit, Kosmochlor, Kushiroit, Namansilit, Natalyit, Omphacit, Petedunnit, Pigeonit, Spodumen und Tissintit die Gruppe der „Klinopyroxene“ mit der Systemnummer VIII/F.01 bildet.
Die von der International Mineralogical Association (IMA) zuletzt 2009 aktualisierte 9. Auflage der Strunz’schen Mineralsystematik ordnet den Diopsid in die erweiterte Klasse der „Silikate und Germanate“, dort aber ebenfalls in die Abteilung der „Ketten- und Bandsilikate (Inosilikate)“ ein. Diese ist weiter unterteilt nach der Struktur der Silikatketten beziehungsweise -bänder, so dass das Mineral entsprechend seinem Aufbau in der Unterabteilung „Ketten- und Bandsilikate mit 2-periodischen Einfachketten Si2O6; Pyroxen-Familie“ zu finden ist, wo es zusammen mit Augit, Davisit, Esseneit, Hedenbergit, Johannsenit, Kushiroit und Petedunnit die Gruppe der „Ca-Klinopyroxene, Diopsidgruppe“ mit der Systemnummer 9.DA.15 bildet.
In der vorwiegend im englischen Sprachraum gebräuchlichen Systematik der Minerale nach Dana hat Diopsid die System- und Mineralnummer 65.01.03a.01. Dies entspricht ebenfalls der Klasse der „Silikate“ und dort der Abteilung „Kettensilikatminerale“, wo das Mineral zusammen mit Augit, Davisit, Esseneit, Hedenbergit, Johannsenit, Petedunnit in einer unbenannte Gruppe/„C2/c Klinopyroxene (Ca-Klinopyroxene)“ mit der Systemnummer 65.01.03a innerhalb der Unterabteilung „Kettensilikate: Einfache unverzweigte Ketten, W=1 mit Ketten P=2“ zu finden ist.

## Kristallstruktur
Diopsid kristallisiert monoklin in der Raumgruppe C2/c (Raumgruppen-Nr. 15) mit den Gitterparametern a = 9,75 Å; b = 8,92 Å; c = 5,25 Å und β = 106,0° sowie 4 Formeleinheiten pro Elementarzelle.

## Modifikationen und Variationen
- Chromdiopsid – chromhaltig, smaragdgrün
- Baikalit – eisenhaltig, lauchgrün bis olivgrün
- Diallag – aluminium- und eisenhaltig, grünbraun bis braunschwarz, perlmuttglänzend, gesteinsbildend
- Fassait – eisen- und aluminiumhaltig
- Fedorovit – natrium-, aluminium- und eisenhaltig, hellgrün aus der Provinz Rom
- Jeffersonit – mangan- und zinkhaltig
- Salit – grünlichgrau, gesteinsbildend

## Bildung und Fundorte

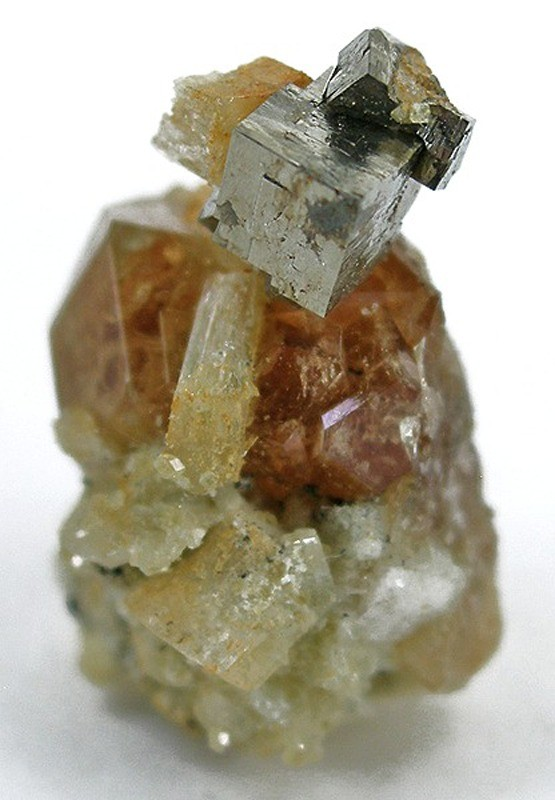
Pyrit, Grossular und Diopsid aus dem Belvidere Mountain Steinbruch, Vermont, USA

Diopsid ist ein Gestein bildendes Mineral, das in basischen und ultrabasischen Gesteinen wie beispielsweise Gabbro und Peridotit vorkommt. Als Begleitminerale treten unter anderem Calcit, Chondrodit, Forsterit, Grossular, Klinohumit, Monticellit, Quarz, Skapolith, Tremolit, Vesuvianit und Wollastonit auf.
Diopsid konnte bereits an vielen Fundorten weltweit nachgewiesen werden, wobei bisher (Stand: 2012) rund 2900 als bekannt gelten.
In Deutschland trat das Mineral unter anderem an mehreren Orten des Schwarzwalds, des Odenwalds und am Kaiserstuhl in Baden-Württemberg; im Fichtelgebirge, im Bayerischen und Oberpfälzer Wald in Bayern; bei Giesel (Neuhof), Hochstädten (Bensheim) und Nieder-Ramstadt in Hessen; bei Güntersen und Bad Harzburg in Niedersachsen; am Finkenberg und am Dächelsberg bei Niederbachem in Nordrhein-Westfalen; an vielen Orten in der Eifel in Rheinland-Pfalz; im Erzgebirge in Sachsen; bei Damsdorf in Schleswig-Holstein sowie bei Ronneburg, Schnellbach (Floh-Seligenthal) und am Dolmar in Thüringen auf.
In Österreich konnte Diopsid bisher vor allem in Kärnten, Niederösterreich, Salzburg, der Steiermark und Tirol gefunden werden.
In der Schweiz tritt das Mineral vor allem in den Kantonen Graubünden und Wallis auf.
Auch in Gesteinsproben vom Mittelatlantischen Rücken und vom Ostpazifischen Rücken konnte Diopsid nachgewiesen werden.
Diopside in Schmucksteinqualität werden in Brasilien, Burma, auf Madagaskar und Sri Lanka gefunden.
Außerhalb der Erde konnte ebenfalls bereits Diopsid gefunden werden, nämlich in Gesteinsproben vom Mond, vom Noctis Labyrinthus auf dem Mars und im Kometenstaub von Wild 2.

## Verwendung als Schmuckstein

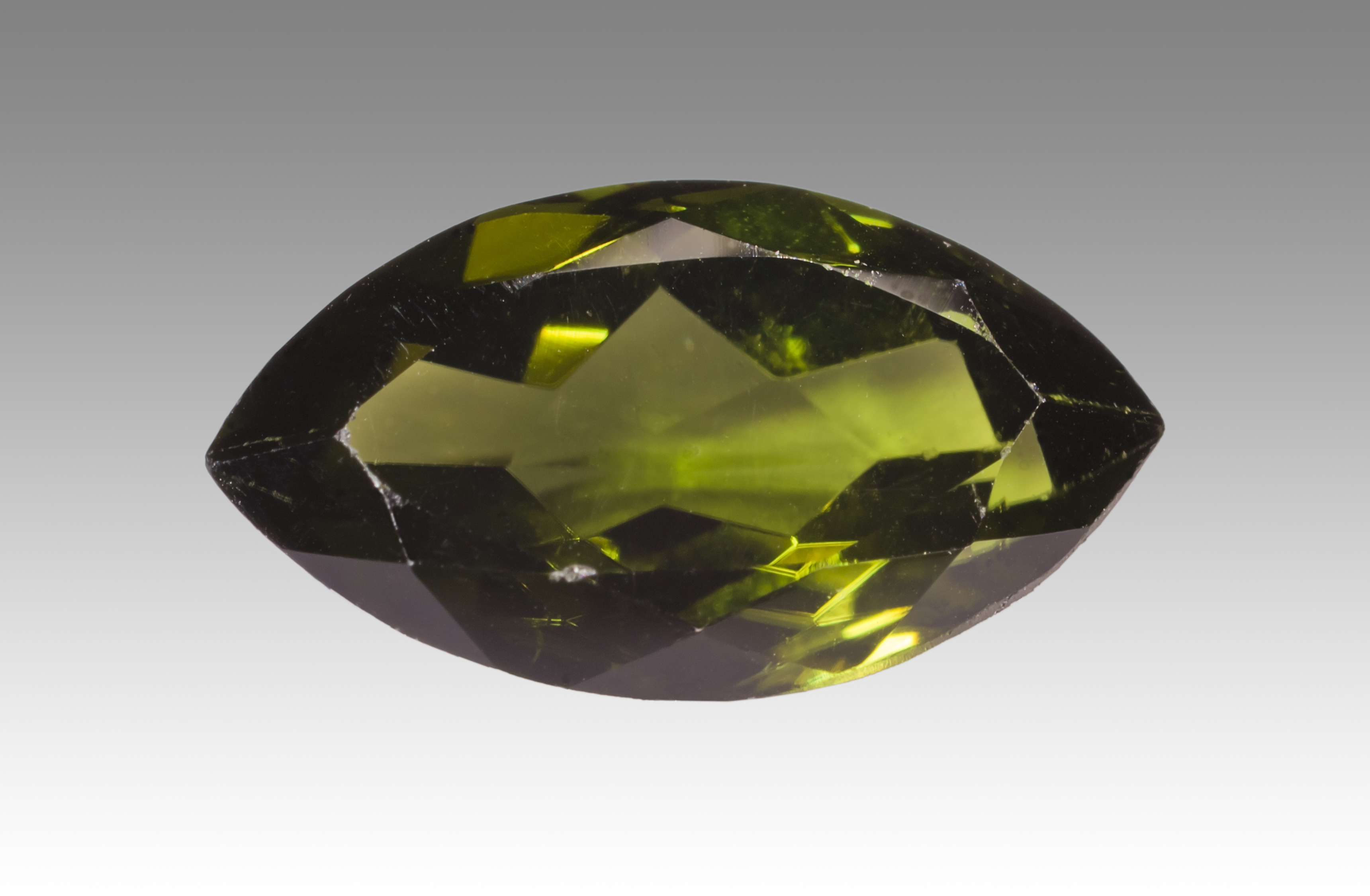
Diopsid in Form einer Navette verschliffen

Diopside in Edelsteinqualität werden zu Schmucksteinen verarbeitet. Dazu zählt vor allem der russische Chromdiopsid.